# Genitální tetování
Genitální tetování je druh tetování, při němž se tetovaná kresba, obrazec, nápis apod. umisťuje v oblasti vnějších pohlavních orgánů (genitálií) muže či ženy. Jedná se o méně běžnou praktiku, která bývá nezřídka součástí většího tetovaného obrazce. V některých kulturách se lze s tímto tetováním setkat častěji; jde například o polynéskou kulturu, některé obyvatele Marshallových ostrovů či Samojce, u nichž se genitální tetování označuje slovem pe'a. V některých případech je tetování na penisu výlučné pro náčelníka či vůdce. Ke genitálnímu tetování může být využita takřka celá genitální oblast, včetně předkožky, žaludu a kůže penisu, kůže šourku, pubické oblasti či velkých stydkých pysků.
Tento druh tetování se rovněž vyskytuje v BDSM komunitách.

## Galerie

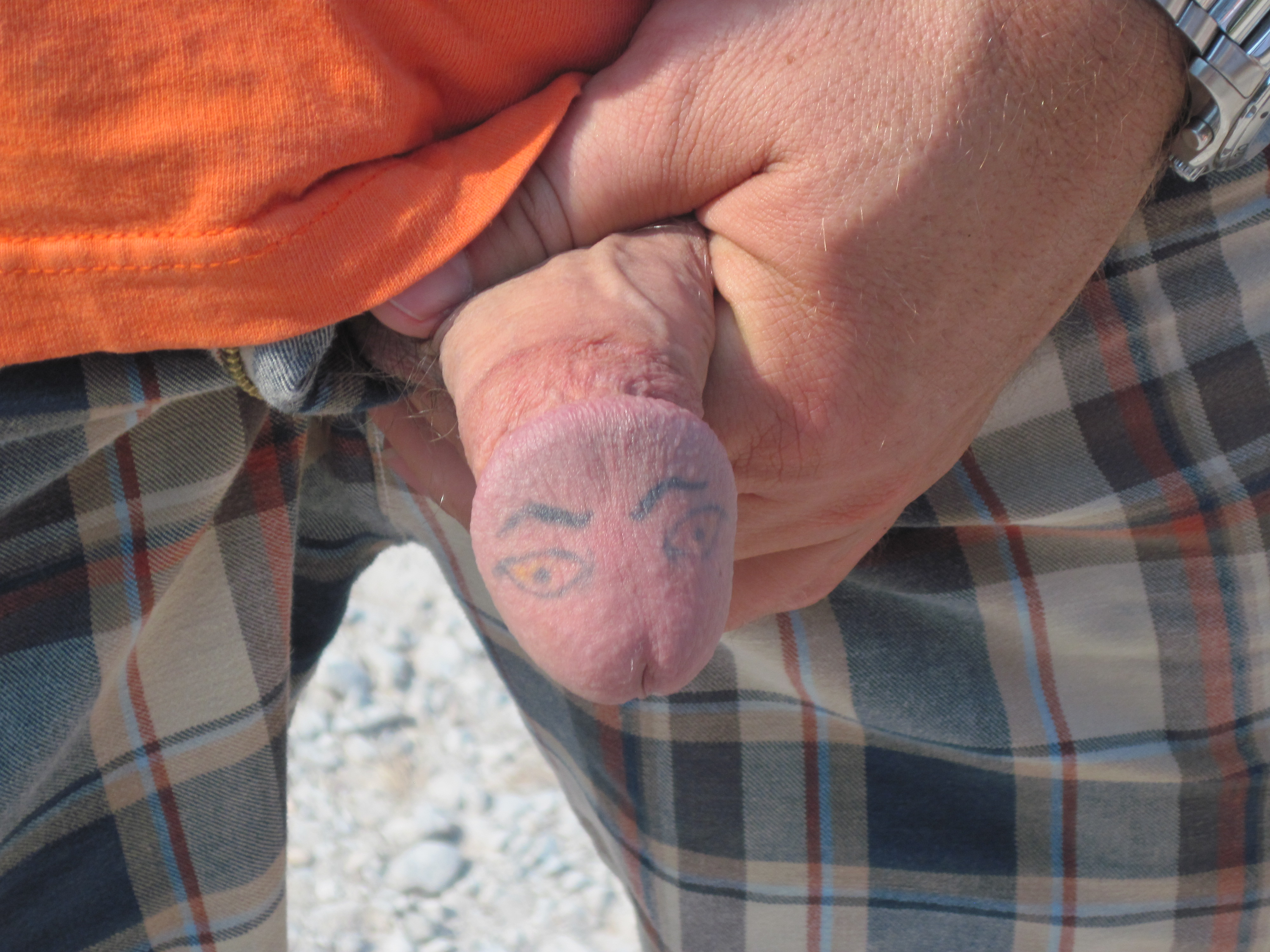
Žalud (penis)
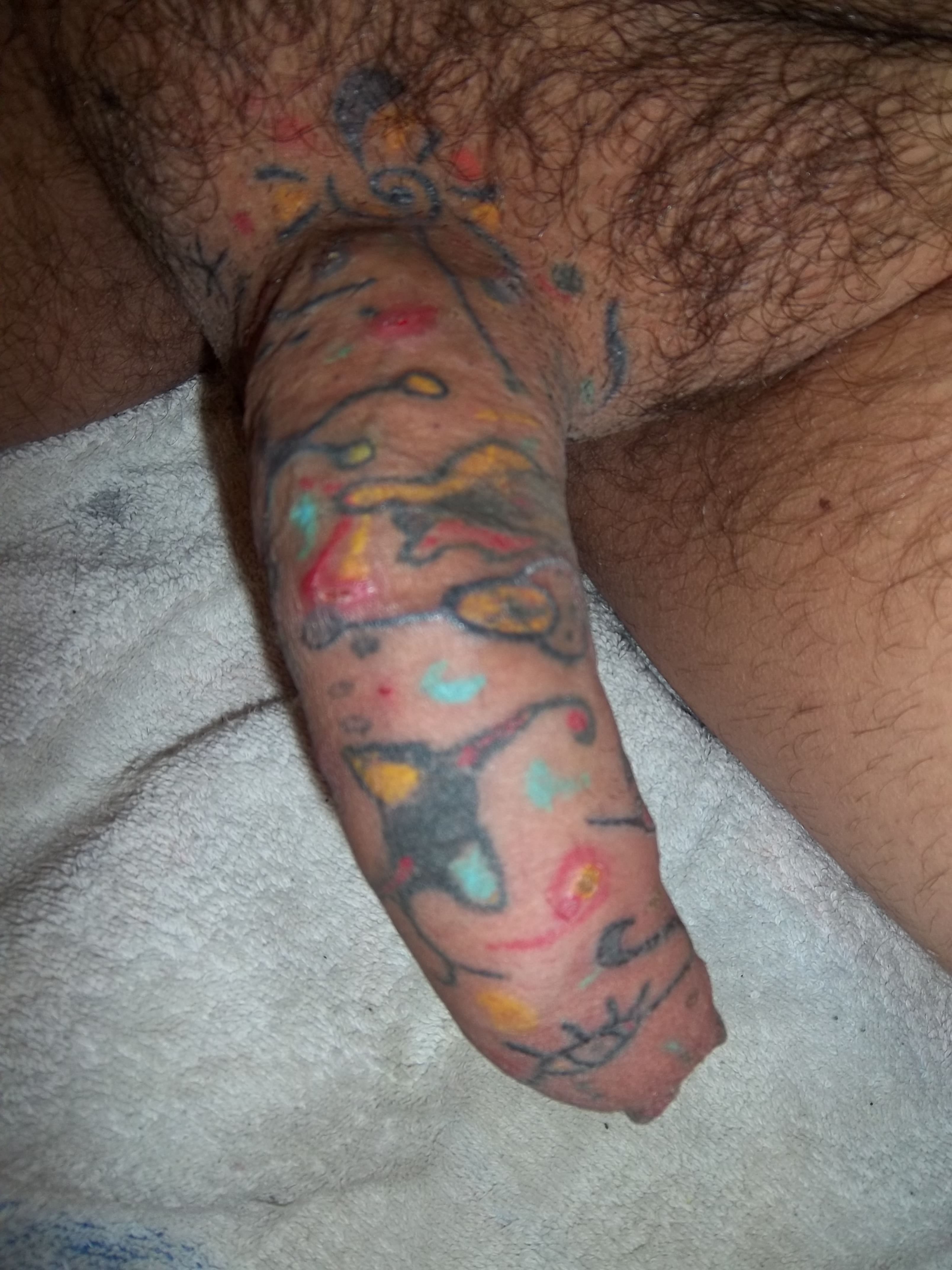
Lidský penis zcela tetovaný
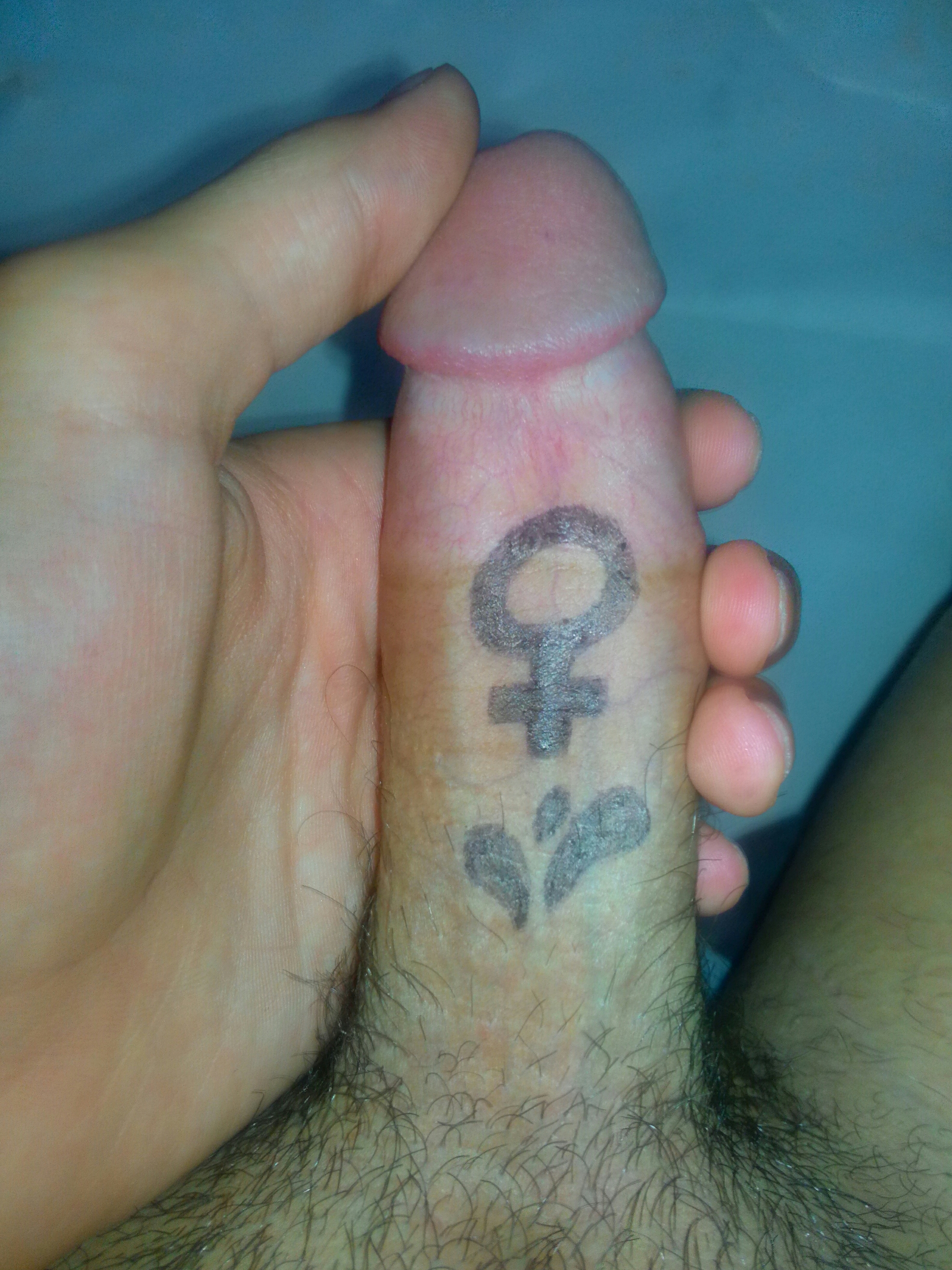
Žena symbol vytetovat na penisu
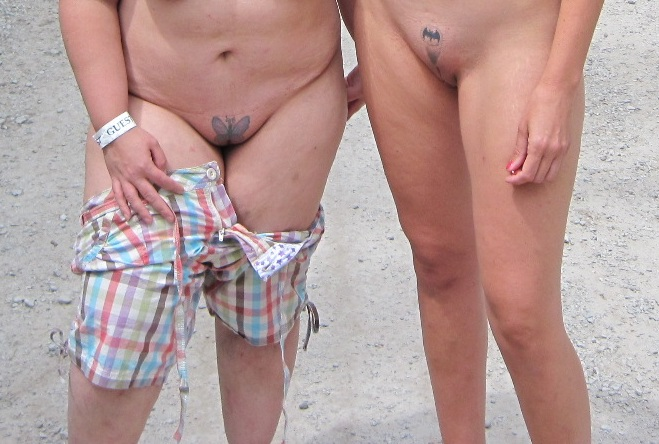
Stydký pahorek
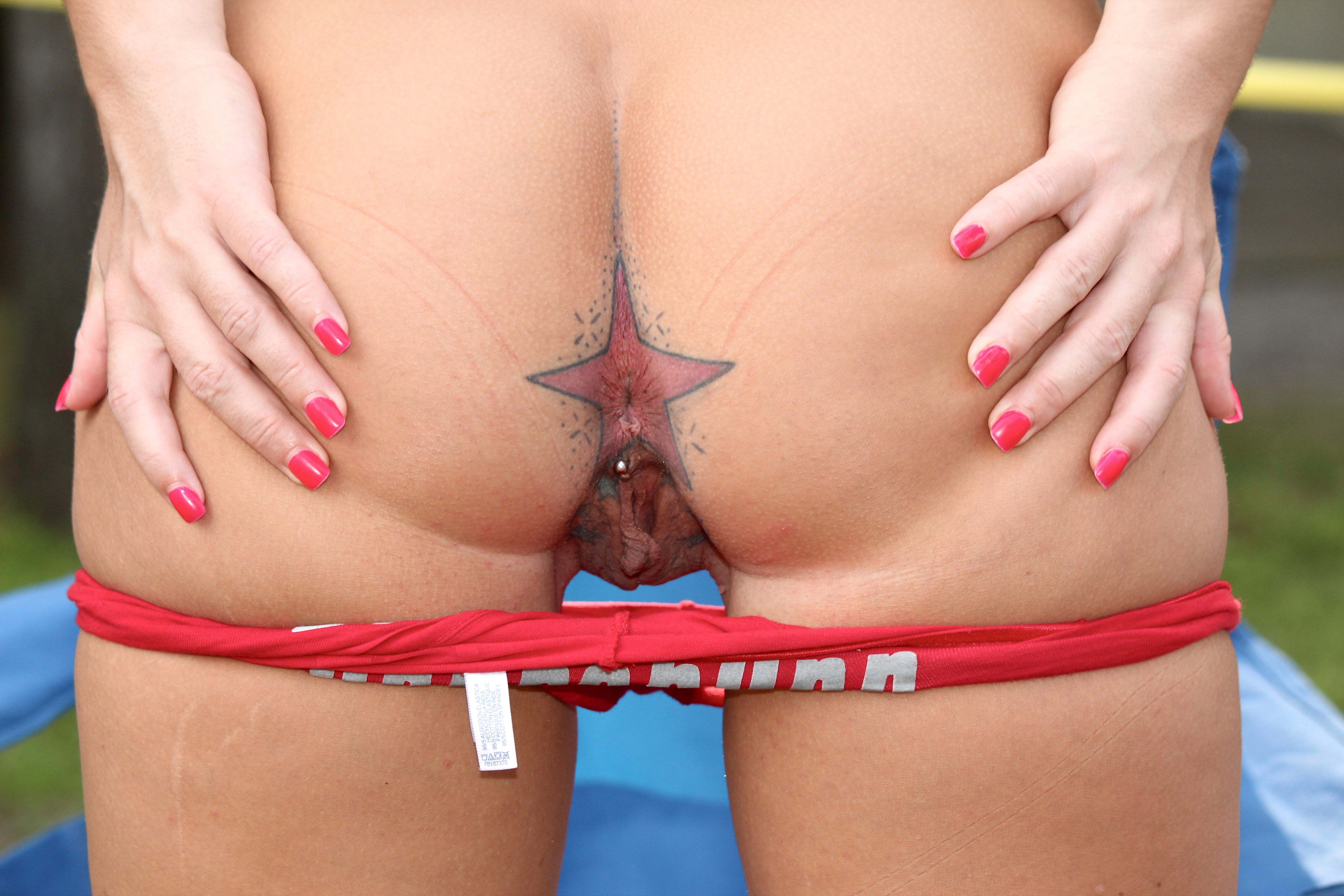
Ženský řitní otvor